# William Stewart Alexander
William Stewart Alexander (* 27. Mai 1919 in Invercargill; † 10. Februar 2013 in Auckland) war ein  neuseeländischer Pathologe und Erstbeschreiber der nach ihm benannten Alexander-Krankheit. 

## Leben
Nach Abschluss des Medizinstudiums war Alexander zunächst als Assistent in der Anatomie und Pathologie an der University of Otago und am Wellington Hospital tätig. Ein zweijähriger Forschungsaufenthalt am Banting-Best-Institut in Toronto schloss sich an. Als Stipendiat der Rockefeller-Stiftung hatte Alexander Gelegenheit am London Hospital bei der Neuropathologin Dorothy Stuart Russell zu arbeiten. Hier untersuchte er den Sektionsfall eines 15 Monate alten Kindes mit Hydrozephalus und geistiger Behinderung und veröffentlichte die ungewöhnlichen pathologischen Befunde 1949 nach seiner Rückkehr nach Neuseeland in der Fachzeitschrift Brain. 
Von 1950 bis 1954 arbeitete Alexander als Pathologe am Grey Nun´s Hospital in Regina in der kanadischen Provinz Saskatchewan, von 1955  bis 1991 dann in eigener Praxis in Lower Hutt, Neuseeland. Während dieser Zeit war er auch als neuropathologischer Konsiliararzt am Wellington Hospital und als Gastdozent an der medizinischen Hochschule in Wellington tätig.
1992 wurde ihm für seine Verdienste auf dem Gebiet der Pathologie der Verdienstorden Commander of the Order of the British Empire (CBE) verliehen.

## Werke
- Progressive fibrinoid degeneration of fibrillary astrozytes associated with mental retardation in a hydrozephalic infant. In: Brain. Volume 72, Issue 3, September 1949, S. 373–381, PMID 15409268 (englisch).